# Johor Bahru
Johor Bahru (ejtsd: Dzsohor Baru) város Malajziában, Kuala Lumpurtól közúton 320 km-re délkeletre. Johor szövetségi állam székhelye. A várost a Johori-szoros túloldalán fekvő Szingapúr közelsége virágzó ipari központtá teszi, ugrásszerűen növelve exportját. Szingapúr vízellátásának jelentős részét innen kapja.
Johor Bahru lakossága 2010-ben közel 500 000 fő volt az agglomerációs övezeté 1,6 millió.
Éghajlata egyenlítői, az évi hőingadozás 1-2 fok, a napi hőingadozás a nappalok és éjszakák között 6-8 fok.

## Fő látnivalók
- a szultáni palota,
- "Istana Garden Johor" park,
- Abu Bakar-mecset
- Sri Mariamman hindu templom.

## Népesség
| 2010 | 497 097 |
| 2017 | 797 882 |